# Academia Belgica

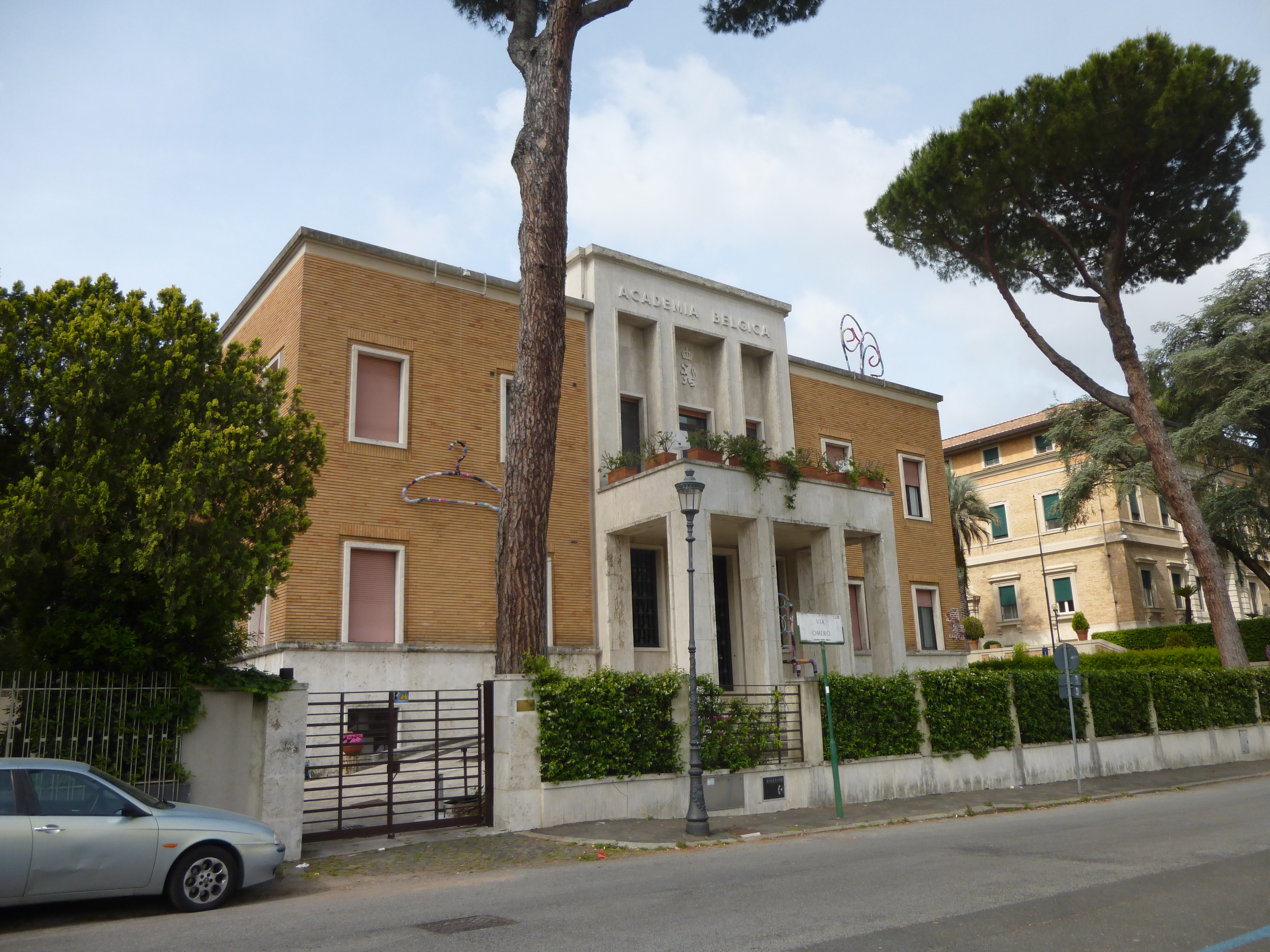
De voorgevel van de Academia Belgica

De Academia Belgica is een academische organisatie die gevestigd is in Rome. Het is een federale wetenschappelijke en culturele partnerinstelling van België die deel uitmaakt van het Federaal Wetenschapsbeleid. Het doel van de academie is om de culturele, wetenschappelijke en artistieke samenwerking tussen Italië en België te bevorderen.

## Activiteiten
De Academia Belgica organiseert regelmatig colloquia, tentoonstellingen, lezingen en concerten om Belgische culturele, wetenschappelijke of artistieke verwezenlijkingen voor te stellen aan het Italiaanse publiek. Deze opdracht verloopt in samenwerking met conservatoria, universiteiten en Belgische culturele instellingen.
De academie geeft onderzoekers de gelegenheid om hun opleiding in Rome te vervolmaken. Zij neemt ook deel aan archeologische opgravingen in Alba Fucens (Abruzzen), Ordona en Artena.

## Geschiedenis
Naar aanleiding van het huwelijk van de Belgische prinses Marie José met de Italiaanse kroonprins Umberto werd een Stichting Prinses Marie José opgericht om onderzoek van de kunstgeschiedenis te ondersteunen. Op dat moment bestond in Rome reeds het Belgisch Historisch Instituut te Rome, gesticht in 1902 en werd het plan opgevat om een Belgische academie op te richten waarin deze twee organisaties eveneens zouden zetelen.
De Academia Belgica werd gesticht in 1939 en betrok een nieuw gebouw waarin ook het Belgisch Historisch Instituut en de Stichting Prinses Marie José onderdak vonden. Het gebouw was een ontwerp van de architecten Gino Cipriani en Jean Hendrickx. Franz Cumont, een Belgisch godsdiensthistoricus en epigraficus die reeds jaren in Rome woonde, werd de eerste voorzitter van de raad van beheer.
In 1947 schonk Cumont zijn volledige bibliotheek aan de academie die ze verzamelde in het Fonds Franz Cumont. Na zijn dood in 1947 werd een eerste gedeelte van zijn correspondentie door zijn familie aan de academie geschonken en in 1997 werd de rest van de correspondentie eveneens aan het fonds toegevoegd. Ook Pierre Bautier en Henri Pirenne schonken collecties aan de Academia Belgica.
In 1989 werd het 50-jarig bestaan van de academie gevierd met een academische zitting in het Academiënpaleis te Brussel, gevolgd door een zitting in het gebouw in Rome van de Academia Belgica in aanwezigheid van de Belgische koning en de Italiaanse president.

## Directeurs
- Jules Vannérus (1939-1940)
- Fernand De Visscher (1945-1949)
- Fernand Vercauteren (1949-1954)
- William Lameere (1954-1959)
- Charles Verlinden (1959-1977)
- Jan Arthur Van Houtte (1977-1983)
- Louis Godart (1983-1988)
- Jozef Mertens (1988-1993)
- Jacqueline Hamesse (1993-2003)
- Walter Geerts (2003-2012)
- Wouter Bracke (2012-2018)
- Paul Fontaine (2018)
- Sabine Van Sprang (2019- )